# 小行星4042
小行星4042（英語：4042 Okhotsk）是一颗围绕太阳公转的小行星。1989年1月15日，圓館金、渡邊和郎在北见发现了此天体。
这颗小行星的绝对星等为19.67014427887228等。